# Parc national de Núi Chúa
Pour les articles homonymes, voir Chua.
Le parc national de Núi Chúa (Vườn quốc gia Núi Chúa) est un parc national de la province de Ninh Thuận, à la frontière avec la province de Khánh Hòa, dans la région Côte centrale du Sud, au Viêt Nam. Sa superficie est de 29 856 ha soit 298,56 km2.
Le parc fait partie de la réserve de biosphère de Nui Chua reconnue par l'Unesco depuis 2021.
Il y a plus de 1 500 espèces de plantes dont 10 endémiques et 54 rares ainsi que 756 espèces d'animaux dont plus de 350 espèces de coraux et des centaines d'animaux marins. C'est aussi un lieu de ponte des tortues marines.